# 阿玛宗号小巡洋舰
阿玛宗号是德意志帝国于1890年代末至1900年代初所建造的十艘瞪羚级小巡洋舰的六号舰，以希腊神话民族阿玛宗命名。瞪羚级是早期无防护巡洋舰与通报舰的设计巅峰，结合了两种舰型的优点，成为德国舰队未来所有小巡洋舰的鼻祖。为了能与演习舰队（即公海舰队的前身）共同作战并作为一艘境外舰服役，它装备有十门105毫米40倍径速射炮，最高航速达21.5節（39.8每小時）。
自1901年入役后，阿玛宗号在德国舰队的侦察部队度过了其运用生涯的前四年。在那里，它被嘲讽为舰队中最容易发生事故的舰艇，曾多次发生碰撞和其他意外。这段期间它主要随舰队余部展开训练演习，并多次外访。随着越来越多的现代化巡洋舰于1905年开始服役，阿玛宗号被列为预备舰，直到1914年第一次世界大战爆发。战争之初，她在波罗的海的分遣支舰队作战，于波罗的海中部和北部参与了多次支援德国陆军的行动。至1914年底，阿玛宗号已经跟不上波罗的海其他巡洋舰的速度，因此被调到岸防支舰队。在此期间，除了两次袭击英国潜艇未果外，它未再参与任何行动。1916年初，该舰被降格担任用于鱼雷测试的靶舰，后于1917年初被解除武装并改装成一艘宿营船，在战争期间没有进一步运用。
作为战后根据《凡尔赛条约》批准德国保留的六艘巡洋舰之一，阿玛宗号于1921－1923年进行现代化改造并重新武装后，投入新组建的魏玛国家海军服役。在1920年代余下的时间里，它参加了训练演习和海外巡航，通常是前往斯堪的纳维亚港口，但偶有远至地中海。1930年退役后，该舰再度沦为宿营用的废船，并担任此职直至第二次世界大战结束。自1951年起，阿玛宗号便再无运用，最终于1954年成为同级中最后被拆解的成员。

## 设计
在为德意志帝国海军建造了鵟級巡洋艦和赫拉号通报舰之后，国家海军办公室的造舰局开始筹备一款新型的轻巡洋舰设计，该设计结合了两个舰种的最佳属性。设计者必须研发一款配备装甲保护的小巡洋舰，并具有舰队作战所需航速、火力和稳定性的最优组合，以及在海外德国殖民地站点间运行所需的续航能力。由此诞生的瞪羚级为德国舰队于1914年以前建造的所有小巡洋舰提供了官方设计基础。
阿玛宗号的全长为104.8米，有12.2米的舷宽和5.12（16英尺10英寸）的前吃水。其标准排水量2659吨，在满载情况下则可达3082吨。舰只的推进系统由两台三胀式蒸汽机组成，设计功率为8,000匹公制馬力（5,900千瓦特），最高速度为21.5節（39.8每小時）。发动机由十台燃煤燃煤船用式水管锅炉提供动力。阿玛宗号可贮存560吨煤，故此得以10節（19每小時）的速度续航3,560海里（6,590）。舰只的标准船员编制则为14名军官及243名水兵。
阿玛宗号的主炮为单座安装、配备炮挡的十门105毫米40倍径速射炮。其中两门并排布置在艏艛前方，六门设于舰舯、每边各三门，以及两门并排布置在舰艉。它们的射程为12200米，并配备1000发弹药，其中每炮100发。该舰还装备有两具450毫米鱼雷发射管及五枚鱼雷，均以以浸没式安装在舷侧的船体内。在装甲方面，阿玛宗号受到20－25毫米厚的装甲甲板保护。司令塔的侧面有80毫米厚、顶面为20毫米厚。炮挡的厚度也有50毫米。

## 服役历史

### 建造－1902年
阿玛宗号是根据合同代号“F”作为新增编入舰队的单位订购，于1899年在基尔的日耳曼尼亚船厂开始架设龙骨，至1900年10月6日下水。在下水仪式上，由拿骚的希尔达公主主持为舰只命名，并由海军中将阿尔弗雷德·冯·提尔皮茨发表了演说。舾装工作完成后，该舰先由船厂展开海试，然后于1901年11月15日交付海军以进行验收试航。其首任舰长为海军少校路德维希·布鲁赫（Ludwig Bruch）。服役后，阿玛宗号被编入演习舰队（Übungsflotte，即公海舰队前身）的侦察部队，于12月21日投身于舰队掩护群。
1902年3月，阿玛宗号在波罗的海参加了分舰队队训练，随后于4月24日开始绕不列颠群岛巡航。5月24日，在行经七石灯船附近时，德皇威廉二世号战列舰意外撞上阿玛宗号，击中了其前桅后部，导致大面积进水，并淹没了数个舱室。尽管如此，阿玛宗号仍然维持漂浮，并能够依靠自身的动力航行。三天后，该舰抵达位于基尔的帝国船厂。据历史学家汉斯·希尔德布兰德、阿尔伯特·勒尔和汉斯-奥托·施泰因梅茨表示，这是阿玛宗号一系列事故中的第一起，使之成为德国舰队中最易发生事故的舰艇。该舰一直修理至7月底。
完成维修后，阿玛宗号跟随第一分舰队的战列舰在卡特加特海峡和北海进行演习。8月，它参加了舰队联合举行的年度演习；这是从8月17日至9月11日在北海举行。在演习期间，它跟随第一侦察集群一起行动，并于9月5日至6日被派往汉堡。阿玛宗号在与辅助医疗船汉萨号（Hansa）进行“舷对舷”的演练中船体受损，需要从9月21日开始在基尔的帝国船厂接受进一步维修。布鲁赫当时离开了该舰，之后由海军少校格哈德·格德斯（Gerhard Gerdes）于10月接管指挥权。必要的再次维修使得海军司令部无法按最初计划派遣阿玛宗号介入1902－1903年的委内瑞拉危机，该舰得以留在欧洲水域，与第一分舰队一同于12月展开前往挪威卑尔根的冬季巡航。

### 1903－1905年

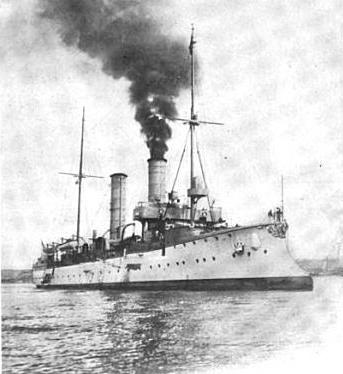
阿玛宗号于1903年

1903年3月1日，当侦察部队在海军少将路德维希·博尔肯哈根的指挥下组建第一分舰队的巡洋支队后，阿玛宗号又被分配至此。该支队由大巡洋舰海因里希亲王号（旗舰）、弗蕾亚号、维多利亚·路易丝号，以及小巡洋舰赫拉号和尼俄伯号所共同组成。这些舰只于5月7日跟随第一分舰队进行了深入大西洋的训练巡航，最远曾抵西班牙。作为舰队中最易发生事故的巡洋舰，阿玛宗号的这一名声于1903年6月2日得到进一步巩固：当时它被派至法国的布雷斯特为舰队取邮件，却在港口附近防波堤外的一块未知岩石上搁浅。法国人并未派出引水船引导阿玛宗号进入港口，但他们却在涨潮时协助将舰只移走。阿玛宗号随即返回基尔，经检查其损坏程度并不严重，仅假龙骨的一部分断裂。尽管如此，军事法庭还是在废船王储号舰上对事故进行了调查。格德斯和航海长被判在自己的住所内禁闭数日，但他仍然指挥着该舰。7月4日至30日，阿玛宗号在北海参加了分舰队操练。年度的舰队演习从8月15日持续至9月12日，而这一训练年则以11月23日至12月5日的冬季巡航结束。
侦察部队的舰艇于1904年初在斯卡格拉克海峡进行训练演习，随后在波罗的海中部展开进一步的演习。4月，海军少校莱布雷希特·马斯接替格德斯出任舰长。阿玛宗号于4月6日在石勒苏益格-荷尔斯泰因的波罗的海沿岸进行的操练期间曾担任第一鱼雷艇区舰队的向导舰，继而转移到北海进行持续至5月20日的额外演习，之后海军少校鲁道夫·贝格尔（Rudolf Berger）取代了马斯的职务。回到侦察部队后，该舰于7月23日至8月12日参加了一次前往英国和荷兰的巡航。8月12日，当阿玛宗号在基尔峡湾抛锚时又遭到俄国三桅帆船安娜号（Anna）的撞击，但其损伤并不严重。随后它加入舰队，参加了8月29日至9月15日举行的年度演习。
1915年1月，侦察部队进行了分舰队训练。在3月3日与鱼雷艇训练区舰队的操练中，阿玛宗号不慎与鱼雷艇D-6号相撞。它将D-6号拖回基尔，然后进入旱坞接受持续了三周的维修。4月4日，阿玛宗号恢复了其前一年担任向导舰的活动，马斯也在接下来的一个月重返该舰。在萨斯尼茨附近的演习中，它与第一鱼雷艇区舰队共同行动，直至5月21日。随着此时已升任海军中校的贝格尔再次接替马斯，阿玛宗号返回侦察部队。当月下旬，该舰随分舰队余部一起在北海进行了操练。这些活动一直持续至7月，期间还到访了挪威港口。舰队演习随后于8月在北海和波罗的海举行。演习结束后，阿玛宗号在侦察部队中的位置被小巡洋舰柏林号所取代，并于9月28日在基尔退役，以预备役状态搁置了九年之久。

### 第一次世界大战

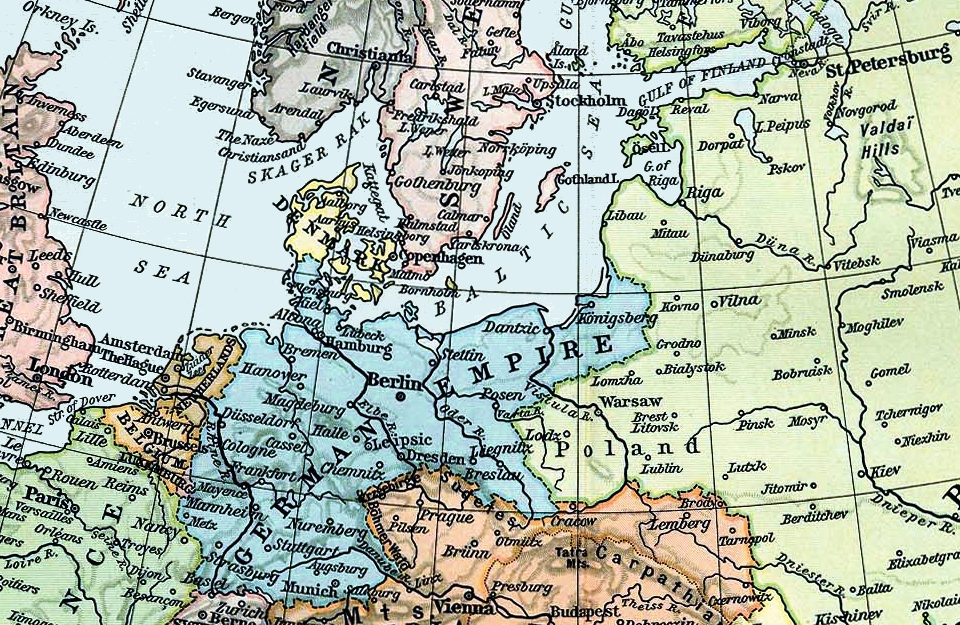
1911年的北海及波罗的海时局图

#### 1914年
1914年7月第一次世界大战爆发后，阿玛宗号于8月2日在海军少校约翰内斯·霍恩的指挥下重新入役；从8月6日至8日，它曾临时担任波罗的海岸防支队司令、海军少将罗伯特·米施克的旗舰。该部队的兵力还包括另外六艘小巡洋舰、老旧的大巡洋舰弗蕾亚号、炮舰豹号以及若干小型舰艇。整个8月，阿玛宗号都在波罗的海的西部和中部巡逻，最北曾抵哥特兰岛和俄国沿岸。它奉命摧毁利鲍附近的一座俄国无线电塔，但当它抵达时，俄国人已经拆除并移走了设备。在此期间，飞艇M-IV号曾作为试验的一部分降落在阿玛宗号的甲板上，以确定一艘军舰能否将飞艇拖至波罗的海东部执行任务。测试表明，阿玛宗号只有在极低的速度下航行才能避免损坏M-IV号；甚至当阿玛宗号锚泊时，一群经过的鱼雷艇的尾流产生的波浪作用也迫使飞艇艇长切断了拖缆。
战争初期的经验导致德国海军司令部重新划分了米施克的职责，让他负责波罗的海西部的防御行动，同时将进攻行动划分予由海军少将埃勒·贝林领导、新成立的分遣支舰队。阿玛宗号被分配至该部队，它的首个任务是护送U-3号潜艇前往达格奥特。随后，它于8月26日伙同小巡洋舰奥格斯堡号和马格德堡号对波罗的海中部展开扫荡。阿玛宗号在贝林麾下的其它巡洋舰之前占据领头位置，在行动中，马格德堡号不幸在爱沙尼亚沿岸的奥斯穆斯岛灯塔附近搁浅。接到事故报告后，阿玛宗号掉头去提供协助，但当它抵达时，俄国巡洋舰的出没已促使马格德堡号官兵引爆了凿沉装药。阿玛宗号遂与鱼雷艇V-26号共同救助了逾300名船员并将他们送到但泽。8月30日，阿玛宗号在哥特兰岛附近展开了再一次巡逻，但没有与俄军接触。
另一次行动发生于9月7日，这是由大巡洋舰布吕歇尔号主导的一次出击。阿玛宗号作为幌子被派往哥得兰沙岛附近巡航，以防编队被包抄。翌日，第四分舰队的战列舰与阿玛宗号又在文道海域进行佯动。阿玛宗号随后返回但泽，继而于9月12日至16日被派往协防梅梅尔。U-3号和鱼雷艇S-126号也参加了行动。阿玛宗号派遣一支登陆队上岸，但并未参与任何战斗。德国人计划在当月下旬对文道发动一次大规模的两栖攻击；第四分舰队的战列舰将领导这次行动，而第五分舰队则负责运送陆军部队。9月24日，阿玛宗号护送扫雷艇清理出一条航道，在此期间，它炮击了一座俄国灯塔。然而，由于收到有英国巡洋舰和潜艇正准备通过丹尼斯海峡闯入波罗的海的错误报告，迫使德国军舰被重新部署至波罗的海西部，攻击行动就此取消。
10月9－10日，阿玛宗号又对文道进行了一次扫荡；行动期间，它不得不将因搁浅而导致轮机受损的潜艇U-25号拖回但泽。11月17日开始的下一项行动是炮击利鲍，并利用阻塞船封锁港湾的入口。贝林的旗舰——大巡洋舰弗里德里希·卡尔号因撞上两枚水雷而沉没，但阿玛宗号以及小巡洋舰吕贝克号，连同他们的鱼雷艇则顺利进入利鲍并炮击了港口。从11月18日至12月15日，阿玛宗号的任务是在但泽湾巡逻，偶尔也会前往奥洛松。12月15日，阿玛宗号与贝林的新旗舰——阿达尔贝特亲王号大巡洋舰以及小巡洋舰忒提斯号、奥格斯堡号和吕贝克号一同，对波罗的海北端的奥兰群岛实施侦察扫荡。在北行途中，阿玛宗号证实了无法与其他巡洋舰保持同步，所以它从哥得兰沙岛便被分离出来，返回港口。从12月26日到30日，阿玛宗号又负责护送第五分舰队的战列舰出击前往哥特兰岛。

#### 1915－1918年
1915年4月，阿玛宗号被调回岸防支队。该舰在抵达波罗的海西部后进行了全面检修，随后开始在该地区巡逻。它经常与其姊妹舰美杜莎号和温蒂妮号一同在萨斯尼茨至特雷勒堡之间、以及在奥洛松和朗厄兰岛周围行动。5月8日，阿玛宗号在阿科纳角附近巡逻时，遭到了英国潜艇E1号的袭击。潜艇在相距1,100（1,200碼）的范围内发射了一枚鱼雷，但未能命中阿玛宗号。9月9日，另一艘英国潜艇E18号，在里加湾海战期间也试图袭击阿玛宗号未果。1916年2月11日，阿玛宗号被派往当时已被德军占领的利鲍，作为慕尼黑号小巡洋舰的替代者保卫港口，直至2月24日。
阿玛宗号于1916年3月撤出岸防支队，进而被分配至潜艇监察局（Inspektion des U-Bootwesens）用作靶舰。在战争期间余下的役期里，它一直充当这一角色。与此同时，其鱼雷武器也得到加强，但增加的鱼雷发射管数量和类型不得而知。继4月初的海试之后，其船员编制有所缩减；而在7月至9月间，该舰所有的105毫米炮都被移除，只剩下六门88毫米炮。阿玛宗号于1917年3月14日除役，之后它被完全解除武装并沦为鱼雷监察局（Inspektion des Torpedowesens）的一艘宿营船。根据希尔德布兰、勒尔和施泰因梅茨的说法，现存记录没有提及它是驻扎在基尔还是威廉港，隶属于第一还是第二鱼雷支队，但海军历史学家埃里希·格勒纳表示，该舰在这一时期驻扎在基尔。它以此身份一直运用至1918年11月战争结束。

### 后续服役

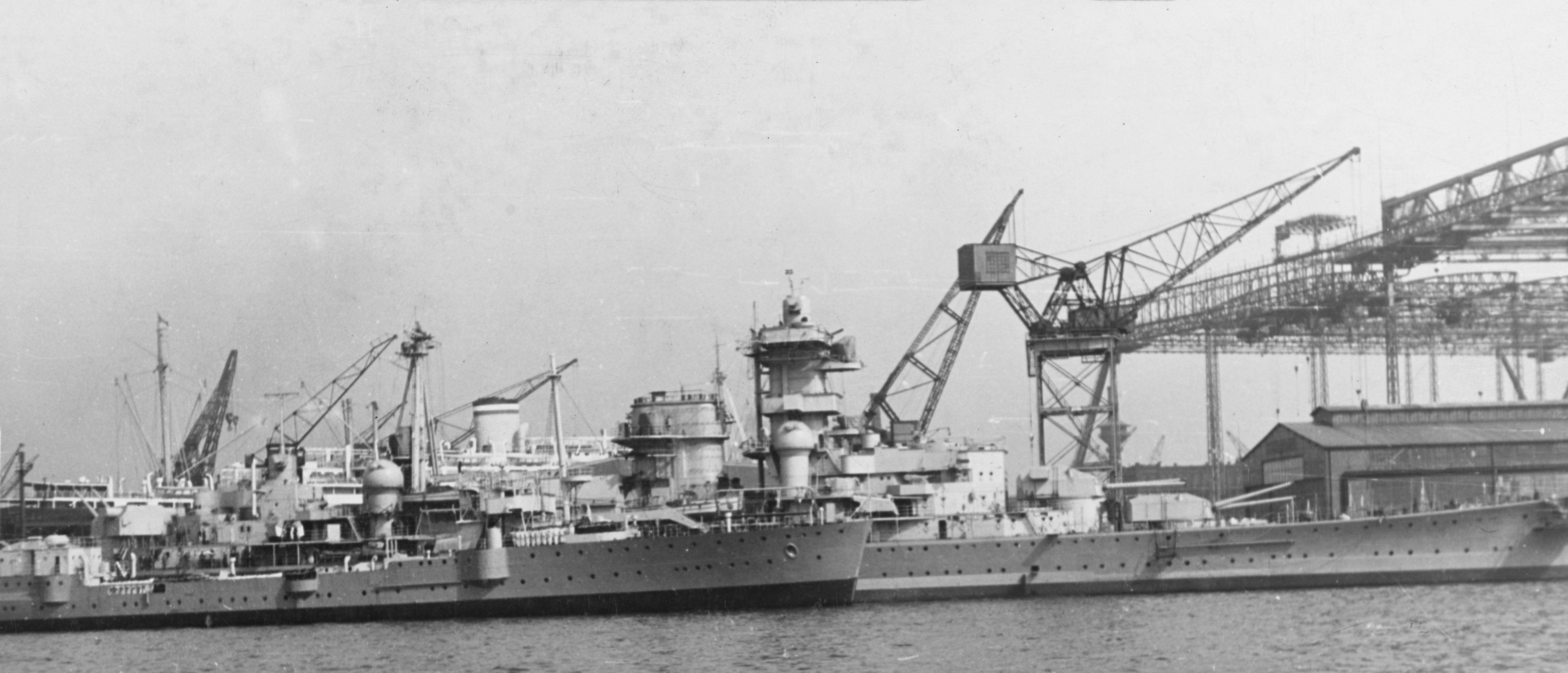
阿玛宗号（左）与重巡洋舰希佩尔将军号于1939年在汉堡的布洛姆－福斯船厂

结束战争的《凡尔赛条约》允许德国在战后保留六艘轻巡洋舰，阿玛宗号因此成为新组建的魏玛国家海军所保留的舰艇之一。1921年至1923年间，它在位于威廉港的帝国船厂进行了现代化改造和重新武装。其原本的撞角式舰艏被替换为飞剪式，并获得了原供U艇装备的十门105毫米45倍径新舰炮和安装在甲板发射器内的一对500毫米鱼雷发射管。1923年12月1日，阿玛宗号在海军上校瓦尔特·格拉迪施的指挥下重新入役，以接替其姊妹舰阿科纳号。它被编入北海海军基地的轻型部队，与小巡洋舰汉堡号和第二鱼雷艇区舰队共同作战。1924年，阿玛宗号主要在海外进行训练演习和访问，其中包括随舰队前往挪威博德的夏季训练巡航。
1925年3月，海军上校爱德华·艾歇尔接替了格拉迪施的舰长职务。这一年，阿玛宗号重复了跟随舰队训练和出访外国港口的相同模式，包括前往荷兰鹿特丹的巡航以及从6月25日至7月1日在挪威埃当厄尔峡湾举行的舰队操练。除了正常的训练任务外，它还于1926年5月和6月前往地中海进行了一次更远距离的巡航；9月，海军中校阿尔弗雷德·扎尔韦希特尔接管该舰的指挥权。1927年，阿玛宗号跟随舰队余部展开了深入大西洋的大规模巡航，从3月28日持续到6月16日；9月，舰长一职由海军中校阿布雷希特·迈斯纳继任。1928年中期，该舰又跟随西里西亚号战列舰访问挪威，期间曾在莫尔德和梅洛克停留。舰队演习随后在丹麦的斯卡恩附近举行。至1929年，阿玛宗号主要停留在德国水域，除了8月曾前往瑞典哥德堡之外，几乎没有任何值得一提的活动。
国家海军于1930年1月1日对舰队进行了重组，将舰艇划分入战术部队。阿玛宗号最初被分配到侦察部队司令部，受此时已晋升为海军少将的格拉迪施领导，但它很快就被明确作为一艘军舰已无太大价值，尤其是自其下水已近三十年之后。因此，它于1月15日在威廉港退役，此后作宿营船使用。1931年3月31日，阿玛宗号正式从海军名录中除籍，并移交潜艇验收委员会（U-Boot-Abnahmekommission）。除了继续充当宿营船外，它后来还曾担任造舰试验指挥部潜艇分部（Erprobungskommando für Kriegsschiffneubauten (Gruppe U-Boote)）的辅助舰。第二次世界大战期间，该舰被拖到不来梅，继而在战争结束后被用作收容从东欧前德占区逃离的难民的临时住宿船。从1951年到1954年，阿玛宗号一直闲置不用，将其改造成一个水上青年中心的计划也无果而终。这艘老旧的巡洋舰最终于1954年在汉堡拆解；成为最后一艘报废的瞪羚级成员。